# Elezione imperiale del 1690

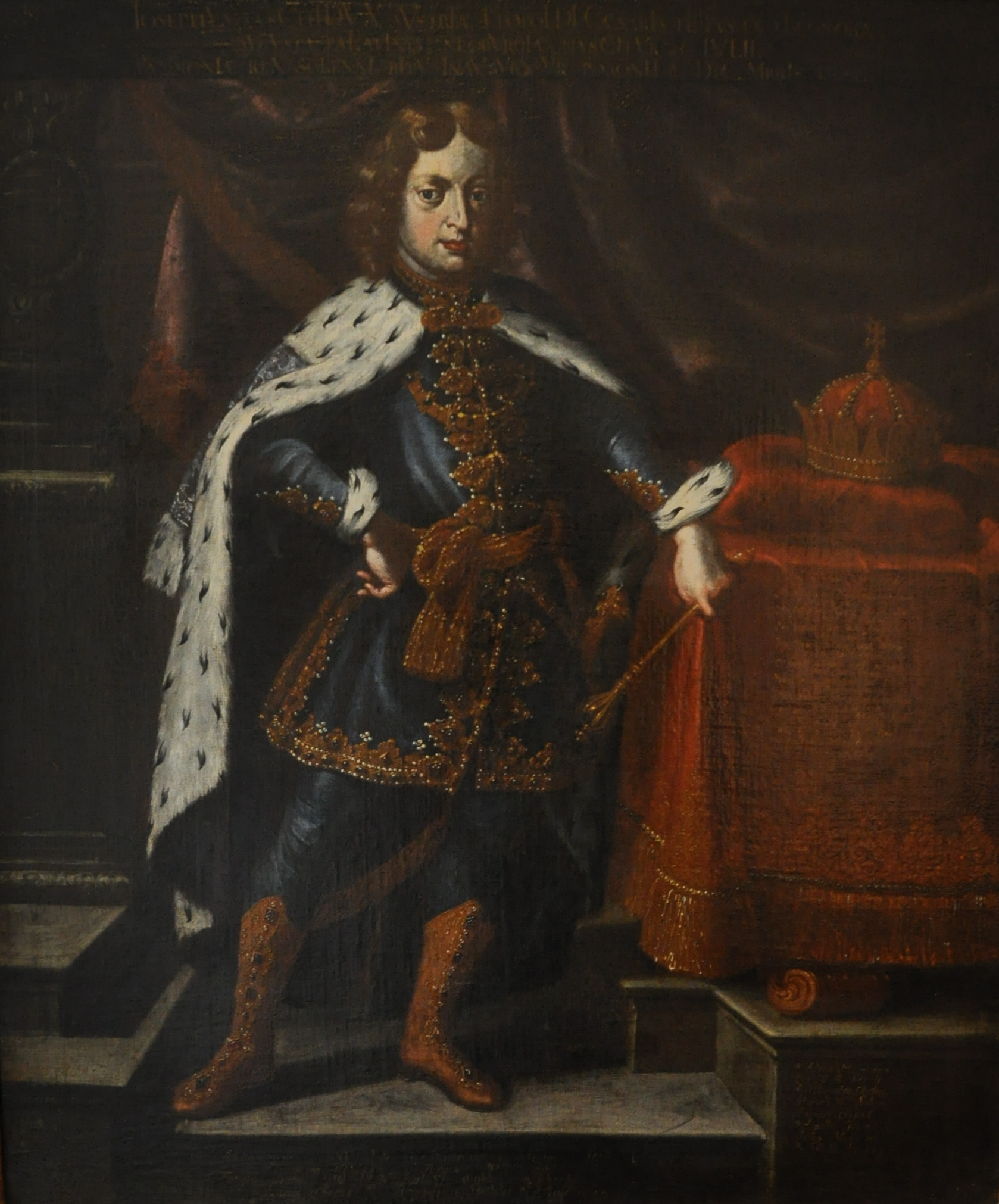
Il re dei romani Giuseppe I d'Asburgo.

L'elezione imperiale del 1690 si è svolta ad Augusta il 23 gennaio 1690.

## Contesto storico
L'imperatore in carica, Leopoldo I d'Asburgo, decise di organizzare l'elezione a re dei Romani di suo figlio Giuseppe, re d'Ungheria ed erede designato. Come nella precedente elezione Leopoldo scelse di astenersi dal voto per evitare un pareggio.

## Principi elettori
| Principe elettore | Principe elettore                   | Titolo elettorale        | Altri titoli                                                        | Confessione |
| ----------------- | ----------------------------------- | ------------------------ | ------------------------------------------------------------------- | ----------- |
|                   | Anselm Franz von Ingelheim          | Arcivescovo di Magonza   |                                                                     | Cattolico   |
|                   | Johann Hugo von Orsbeck             | Arcivescovo di Treviri   | Vescovo di Spira                                                    | Cattolico   |
|                   | Giuseppe Clemente di Baviera        | Arcivescovo di Colonia   | Vescovo di Ratisbona Vescovo di Frisinga                            | Cattolico   |
|                   | Leopoldo I d'Asburgo (astenuto)     | Re di Boemia             | Imperatore del Sacro Romano Impero Arciduca d'Austria Re d'Ungheria | Cattolico   |
|                   | Massimiliano II Emanuele di Baviera | Duca di Baviera          |                                                                     | Cattolico   |
|                   | Giovanni Giorgio III di Sassonia    | Duca di Sassonia         |                                                                     | Luterano    |
|                   | Federico III di Brandeburgo         | Margravio di Brandeburgo | Duca di Prussia                                                     | Calvinista  |
|                   | Filippo Guglielmo del Palatinato    | Conte Palatino del Reno  |                                                                     | Cattolico   |

## Esito
Giuseppe d'Asburgo venne eletto re dei Romani il 23 gennaio 1690, come voluto da suo padre, e fu incoronato il 26 gennaio. Divenne imperatore alla morte di Leopoldo, il 5 maggio 1705.